# San Vicente de Villamezán
San Vicente de Villamezán ist ein spanischer Ort in der Provinz Burgos der Autonomen Gemeinschaft Kastilien und León. Der Ort in der Nähe des Ebrostausees gehört zur Gemeinde Valle de Valdebezana. San Vicente de Villamezán ist über die Straße BU-642 zu erreichen. Der Ort liegt 104 Kilometer nördlich der Provinzhauptstadt Burgos.

## Sehenswürdigkeiten
- Romanische Kirche San Vicente, erbaut im 12. Jahrhundert und im 16. Jahrhundert umgebaut
- Einsiedelei aus dem 16. Jahrhundert